# Католицизм на Маршалловых Островах

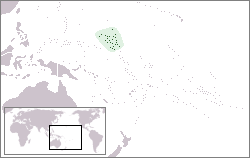
Маршалловы Острова

Католицизм на Маршалловых Островах или Католическая церковь на Маршалловых Островах является частью всемирной Католической церкви. Численность католиков на Маршалловых Островах составляет около 4.600 человек (8, 4 % от общего числа населения).

## История
В июле 1844 года Святой Престол учредил Апостольскую префектуру Микронезии, которая включала в себя Каролинские острова, Маршалловы острова, острова Гилберта и острова Тувалу. В октябре 1891 года на остров Джалуит прибыли первые два католических миссионера из монашеской конгрегации Священного Сердца Иисуса, которые положили на островах основу для деятельности Римско-Католической церкви на Маршалловых островах. Их миссионерская работа на островах была кратковременной. Только в 1898 году, после занятия Маршалловых островов Германией, на Маршалловых островах возникла постоянная католическая миссия.

## Церковная структура
В настоящее время Маршалловы Острова входят в юрисдикцию апостольской префектуры Маршалловых островов, которая была основана 20-го сентября 1905 года. Апостольская префектура Маршалловых островов входит в Тихоокеанскую конференцию католических епископов.
30 декабря 1993 года Римский папа Иоанн Павел II издал бреве Ad plenius confirmandas, которым назначил нунция для Маршалловых Островов. Резиденция нунция находится в Веллингтоне (Новая Зеландия).